# 18788 Carriemiller
18788 Carriemiller este un asteroid din centura principală de asteroizi.

## Descriere
18788 Carriemiller este un asteroid din centura principală de asteroizi. A fost descoperit pe 10 mai 1999 la Socorro, New Mexico, în cadrul proiectului LINEAR. Asteroidul prezintă o orbită caracterizată de o semiaxă mare de 2,40 ua, o excentricitate de 0,12 și o înclinație de 5,6° în raport cu ecliptica.